# Макаэ (футбольный клуб)
«Мака́э» (порт. Macaé Esporte Futebol Clube) — бразильский футбольный клуб из города Макаэ, штат Рио-де-Жанейро.

## История
Спортивный футбольный клуб «Макаэ» был основан 17 июля 1990 года. В 1998 году клуб стал профессиональным и сразу выиграл 3 дивизион Лиги Кариоки.
В 2002 году вышел в элитный дивизион Лиги Кариоки.
В 2003 году впервые принял участие в общебразильской Серии C. В 2008 году «Макаэ» вновь участвовал в Серии C, где вылетел в первой фазе турнира.
В 2009 году был участником вновь образованной бразильской Серии D. Сумел дойти до финала турнира. Несмотря на поражение от «Сан-Раймундо», «Макаэ» получил путёвку в Серию C на следующий сезон.
Команда на время реконструкции своего стадиона в 2009 году некоторое время выступала на стадионе «Арена Гуанабара» вместимостью 2 тыс. человек, расположенной в городе Араруама.
В 2014 году «Макаэ» стал чемпионом Серии C и впервые в своей истории получил путёвку в Серию B на следующий сезон.
| Выступления в чемпионатах Бразилии |          |       |
| Год                                | Дивизион | Место |
| 2003                               | Серия C  | 37-е  |
| 2008                               | Серия C  | 33-е  |
| 2009                               | Серия D  | 2-е   |
| 2010                               | Серия C  | 5-е   |
| 2011                               | Серия C  | 14-е  |
| 2012                               | Серия C  | 7-е   |
| 2013                               | Серия C  | 6-е   |
| 2014                               | Серия C  | 1-е   |
| 2015                               | Серия B  | 17-е  |
| 2016                               | Серия C  | 16-е  |
| 2017                               | Серия C  | 18-е  |
| 2018                               | Серия D  | 28-е  |

## Достижения
- Чемпионы Третьего дивизиона Лиги Кариоки (1): 1998
- Чемпионы Серии C Бразилии (1): 2014
- Вице-чемпионы Серии D Бразилии (1): 2009